# アントニオ・ライージョ
アントニオ・ホセ・ライージョ・アレナス (Antonio José Raíllo Arenas , 1991年10月8日 - )は、スペイン・アンダルシア州コルドバ県コルドバ出身のサッカー選手。プリメーラ・ディビシオン・RCDマヨルカ所属。ポジションはDF。

## クラブ経歴
2010年にテルセーラ・ディビシオン (4部リーグ)のCDポソブランコでプロデビュー。以降レアル・ベティスやコルドバCFのBチームでプレーするも、トップチーム昇格までには至らず。
2013年7月、RCDエスパニョールと3年契約を締結。加入後傘下のRCDエスパニョールBに配属。2年間Bチームでプレーし、2015年にトップチームに昇格。8月22日のヘタフェCF戦で先発で起用され、ラ・リーガデビューを果たし、試合も1-0で勝利。2015-16シーズンはトップチームで4試合で起用された後、2016年1月にSDポンフェラディーナへのローン移籍が決まり、シーズン終了までプレーした。
2016年7月6日、RCDマヨルカと3年契約を締結。加入1年目の2016-17シーズンはセグンダ・ディビシオン (2部)で20位に終わり、セグンダ・ディビシオンB (3部リーグ)に降格。2017-18シーズンは3部で優勝し、1年で2部に復帰。2018-19シーズンは5位に入り、昇格プレーオフを勝ち抜き、2012-13シーズン以来のリーガ復帰に貢献。2020年6月30日には2024年までの契約延長に合意した。